# آلفين مانلي
آلفين مانلي (بالإنجليزية: Alvin Manley)‏ (24 يونيو 1971 - ) هو ملاكم أمريكي، صنّف ضمن فئة وزن ثقيل.

## وصلات خارجية
- آلفين مانلي على موقع بوكس ريك (الإنجليزية) (registration required)